# Marco Trombetti
Pour les articles homonymes, voir Trombetti.
 (avril 2024).
La mise en forme du texte ne suit pas les recommandations de Wikipédia : il faut le « wikifier ».
Les points d'amélioration suivants sont les cas les plus fréquents. Le détail des points à revoir est peut-être précisé sur la page de discussion.
- Les titres sont pré-formatés par le logiciel. Ils ne sont ni en capitales, ni en gras.
- Le texte ne doit pas être écrit en capitales (les noms de famille non plus), ni en gras, ni en italique, ni en « petit »…
- Le gras n'est utilisé que pour surligner le titre de l'article dans l'introduction, une seule fois.
- L'italique est rarement utilisé : mots en langue étrangère, titres d'œuvres, noms de bateaux, etc.
- Les citations ne sont pas en italique mais en corps de texte normal. Elles sont entourées par des guillemets français : « et ».
- Les listes à puces sont à éviter, des paragraphes rédigés étant largement préférés. Les tableaux sont à réserver à la présentation de données structurées (résultats, etc.).
- Les appels de note de bas de page (petits chiffres en exposant, introduits par l'outil «  Source ») sont à placer entre la fin de phrase et le point final[comme ça].
- Les liens internes (vers d'autres articles de Wikipédia) sont à choisir avec parcimonie. Créez des liens vers des articles approfondissant le sujet. Les termes génériques sans rapport avec le sujet sont à éviter, ainsi que les répétitions de liens vers un même terme.
- Les liens externes sont à placer uniquement dans une section « Liens externes », à la fin de l'article. Ces liens sont à choisir avec parcimonie suivant les règles définies. Si un lien sert de source à l'article, son insertion dans le texte est à faire par les notes de bas de page.
- La présentation des références doit suivre les conventions bibliographiques. Il est recommandé d'utiliser les modèles {{Ouvrage}}, {{Chapitre}}, {{Article}}, {{Lien web}} et/ou {{Bibliographie}}. Le mode d'édition visuel peut mettre en forme automatiquement les références.
- Insérer une infobox (cadre d'informations à droite) n'est pas obligatoire pour parachever la mise en page.

Pour une aide détaillée, merci de consulter Aide:Wikification.
Si vous pensez que ces points ont été résolus, vous pouvez retirer ce bandeau et améliorer la mise en forme d'un autre article.
Marco Trombetti (né le 14 mars 1976) est un informaticien, entrepreneur, investisseur et navigateur de nationalité italienne. Il a cofondé Translated, une entreprise pionnière de l'intelligence artificielle dans l'industrie des langues. Par le biais de Translated, il a contribué au développement du premier outil de traduction assistée par ordinateur (TAO) open source alimenté par l'IA, Matecat, qui a également introduit le premier système de traduction automatique adaptative. Trombetti est considéré comme l'un des leaders et des innovateurs les plus influents de l'industrie des langues. Ses recherches sur les progrès vers la singularité de la langue,, présentées lors d'une conférence de l'Association for Machine Translation in the Americas (AMTA) en 2022, ont fourni des aperçus inestimables dans le domaine de l'intelligence artificielle,,,.

## Premières années et éducation
Trombetti a grandi à Rome et a commencé à programmer très jeune. De ses 14 à 19 ans, Trombetti a distribué des logiciels qu'il développait sur Fidonet BBS. Parmi eux, ArcyCD, qui convertissait efficacement les CD de musique en cassettes, et MoneyMaker, qui permettait aux propriétaires de petits magasins d'utiliser des lecteurs de codes à barres, qui n'étaient disponibles à l'époque que pour les plus grands magasins. Pendant ses études d'astrophysique à l'Université de Rome III, Trombetti a continué à développer des solutions techniques, en particulier pour les marchés de la cartographie numérique, de la récupération d'informations et de la manipulation d'images. En 1999, il a créé avec Gianluca Granero une communauté en ligne, WebChatWorld, dont l'actif de trafic a été acquis par Doubleclick, qui fait maintenant partie de Google. Le capital gagné a été utilisé pour financer Translated.

## Carrière

### Translated
Pendant son année passée à l'Université Joseph Fourier de Grenoble (France) dans le cadre du programme Erasmus, Trombetti a rencontré sa future cofondatrice et épouse, Isabelle Andrieu. En 1999, il a quitté l'Université de Rome III pour fonder Translated avec Isabelle Andrieu. Il s'agissait de l'un des tout premiers services de traduction en ligne. Le but était de « permettre à chacun de comprendre et de se faire comprendre dans sa propre langue » et de promouvoir une communication universelle. En fournissant gratuitement le logiciel de traduction le plus avancé aux traducteurs, Trombetti et Andrieu cherchaient à promouvoir une relation mutuellement bénéfique entre les traducteurs et la traduction automatique, où les traducteurs apprendraient aux machines à mieux traduire et les machines s'amélioreraient en temps réel afin de fournir de meilleures suggestions de traduction.
Pour réaliser cette vision, Trombetti, au poste de PDG et directeur technique de Translated, a dirigé les investissements réalisés dans la recherche et le développement d'un outil de traduction assistée par ordinateur (TAO) dans le but d'accélérer le processus de traduction, ainsi que dans le premier système de traduction automatique adaptative pour permettre une interaction homme-machine mutuellement bénéfique. En 2022, Gartner a reconnu Translated comme leader des services de traduction basés sur l'IA. L'année suivante, IDC MarketScape a classé le système de traduction automatique adaptative de Translated comme première IA de traduction d'entreprise au monde.

### Memopal
En 2007, Trombetti et Gianluca Granero ont lancé Memopal, l'une des premières sociétés de stockage dans le Cloud. Marco a occupé le poste de PDG jusqu'à ce que la société soit acquise par Defenx, une société de sécurité cotée en bourse.

### Pi Campus
En 2007, Trombetti, Isabelle Andrieu et Gianluca Granero ont fondé Pi Campus. Il a d'abord accueilli les investissements réalisés dans des start-ups, avant de devenir le quartier des start-ups et, plus tard, une société de capital-risque. En 2016, l'ancien cofondateur de CVC Capital Partners, Roberto Lombardi, a rejoint la société en acquérant un nombre d'actions non divulgué. Trombetti supervise les investissements de Pi Campus, qui en compte plus de 50 en Europe et aux États-Unis. C'est l'une des nombreuses entreprises qui investissent régulièrement avec Y Combinator dans les start-ups qui viennent de terminer le programme d'accélération Y Combinator. Sous la marque Pi Campus, Trombetti a publié un livre, Le nouveau prince, explorant les raisons et les stratégies contre-intuitives qui ont permis le succès d'une nouvelle génération d'entrepreneurs. Le livre est un recueil d'essais écrits par Trombetti en réponse aux questions récurrentes posées par les fondateurs des start-ups dans lesquelles il a investi.

### ModernMT
En 2017, dans le cadre d'un projet financé par Translated et la Fondation Bruno Kessler, Trombetti et le chercheur Marcello Federico ont dirigé la création de ModernMT, la première application commerciale de l'architecture transformeur pour fournir une traduction automatique neuronale adaptative.
En 2023, une évaluation indépendante réalisée par CSA Research a conclu que ModernMT était la traduction automatique réactive la plus avancée.
La même année, Achim Ruoop, chercheur et consultant en TA, a conçu une boîte à outils d'évaluation et de comparaison de traduction automatique afin de comparer les solutions de TA adaptatives et génériques dans un scénario réel, et de tester ModernMT par rapport à d'autres solutions de premier plan génériques et accessibles au public. Les résultats ont confirmé la capacité de ModernMT à surpasser n'importe quel concurrent. En 2024, Translated a répété le test en incluant la dernière version des systèmes de TA testés par Ruoop et a ajouté GPT-4 au nombre des concurrents. ModernMT a obtenu les meilleurs résultats dans la plupart des tests d'évaluation.

### Pi School
En 2017, aux côtés de Jamshid Alamuti, Trombetti a fondé Pi School, une entreprise éducative innovante visant à développer une nouvelle classe de spécialistes de l'IA. Des experts de l'IA de renommée mondiale et des ingénieurs expérimentés sélectionnés dans le cadre d'un processus de candidature mondial fournissent un coaching personnalisé aux étudiants de Pi School. Ceux-ci doivent appliquer leurs nouvelles compétences à des projets industriels fournis par leurs employeurs, des entreprises de technologie, des sociétés ou des start-ups à croissance rapide.
Le conseil scientifique consultatif de Pi School est composé de Marcello Federico (scientifique principal chez Amazon), Hassan Sawaf (fondateur d'aiXplain et ancien directeur de l'IA chez Facebook et Amazon) et Alexander Waibel (ancien directeur des technologies linguistiques chez Facebook).

## Contributions à l'industrie des langues

### Outil de TAO open source avec traduction automatique intégrée
En 2010, Trombetti a commencé à promouvoir l'idée d'un outil de TAO gratuit intégrant un système de traduction automatique neuronale, capable d'apprendre des corrections en temps réel. Il a fédéré la Fondation Bruno Kessler, l'Université du Mans et l'Université d'Édimbourg autour du projet. Le consortium nouvellement formé a remporté une subvention de trois ans dans le cadre du septième programme-cadre pour la recherche, le développement technologique et la démonstration de l'Union européenne. Le consortium a mis de côté le composant de traduction automatique neuronale et s'est concentré sur l'outil. Le logiciel open source a été publié en 2014 sous le nom de Matecat. La première version de Matecat comprenait un système de TA statique adaptatif développé par Translated, permettant à l'utilisateur de faire appel à une solution de traduction automatique différente. Trombetti a participé à la conception de l'outil et a dirigé l'équipe de développement, poursuivant des recherches sur des modèles d'apprentissage automatique susceptibles d'intégrer la traduction automatique dans un flux de travail de traduction humaine.
En 2015, Matecat a remporté le concours TAUS Game Changer Innovation pour le développement d'un système de traduction automatique intégré, adaptatif et statique dans un outil de TAO. La même année, il a été reconnu comme l'une des initiatives d'IA les plus réussies financées par le 7e programme-cadre de recherche de l'Union européenne.

### Traduction automatique neuronale adaptative
En 2014, dans le cadre du suivi du projet Matecat, Trombetti a organisé un nouveau consortium de recherche composé de Translated, de la Fondation Bruno Kessler, de l'Université d'Édimbourg et de TAUS dans le but de développer un système de traduction automatique neuronale capable de s'améliorer en temps réel à partir des corrections reçues.
En 2017, le système ainsi créé, soutenu par une subvention de recherche accordée par l'Union européenne dans le cadre des fonds pour l'innovation 2020 (2015–2017), a fait ses débuts sous le nom de ModernMT.

## Course à la voile
En 2020, les entreprises considéraient toujours l'adoption de solutions de traduction basées sur l'IA comme risquée. Reconnaissant que l'approche générique ne fonctionnait pas pour vendre la nouvelle plateforme de localisation de Translated basée sur l'IA, TranslationOS, Trombetti a commencé à chercher un critère efficace permettant d'identifier les innovateurs et les pionniers dans le secteur de la traduction. Novice des courses à la voile, il a décidé de participer à l'Ocean Globe Race, une régate autour du monde célébrant le 50e anniversaire de la Whitbread Round the World Race, qui limite l'utilisation de la technologie et la présence de professionnels à bord. Le voilier de Translated a été baptisé Translated 9, en référence à la technologie T9 (texte prédictif), le premier modèle linguistique utilisé pour assister la saisie sur les premiers téléphones portables. Trombetti a appelé les parties intéressées du monde entier à composer un équipage, faisant lui-même office de co-skipper. Une expérience de formation en mer a été organisée dans un bateau jumeau à San Francisco pour les professionnels du secteur de la localisation qui envisageaient de rejoindre l'équipage du Translated 9. Elle a été menée par le navigateur Paul Cayard, vainqueur de la Whitbread 1998. Cette approche a permis à Translated de comprendre la propension des clients potentiels à l'aventure et, par conséquent, au risque et à l'innovation.
En préparation de l'Ocean Globe Race, Trombetti a participé à sa première régate océanique, la Cape 2 Rio Race 2023, à bord du Translated 9.
Sur la coque du Translated 9, Trombetti a inscrit : « We believe in humans ». Cette devise exprime la foi de l'entreprise dans les personnes qui se mettent au défi d'aller au-delà de ce qui semble possible. Translated 9 a remporté les étapes 1 et 2 de l'Ocean Globe Race 2023 et a mené l'étape 3, avant de devoir abandonner en raison d'une brèche dans la coque après avoir contourné avec succès le Cap Horn. Sous le commandement de Trombetti, l'équipage a pu réparer la coque et revenir pour le début de la quatrième étape afin de terminer la régate autour du monde. En mars 2024, SeaHorse Magazine a nommé Trombetti marin du mois. En mai 2024, Trombetti a été nommé armateur de l'année par le Giornale della Vela.

## Vie privée
Marié à la linguiste Isabelle Andrieu, Trombetti est père de trois enfants. Il parle couramment l'italien, l'anglais et le français.

## Voir également